# Man o' War
Man o' War (29 de março de 1917 – 1 de novembro de 1947) foi um cavalo de corrida da raça puro-sangue inglês, amplamente considerado um dos maiores cavalos de corrida de todos os tempos. Diversas publicações esportivas, incluindo The Blood-Horse, Sports Illustrated e Associated Press, elegeram Man o' War como o melhor cavalo de corrida americano do século XX. Durante sua carreira nas pistas, logo após a Primeira Guerra Mundial, Man o' War venceu 20 das 21 corridas que disputou, acumulando US$ 249 465 em prêmios (equivalente a US$ 3 794 000 em 2023). Ele foi o cavalo do ano não oficial dos Estados Unidos em 1920 e foi homenageado ao lado de Babe Ruth como atleta destaque do ano pelo The New York Times. Man o' War foi incluído no Hall da Fama do Museu Nacional de Corrida em 1957. Em 29 de março de 2017, o museu inaugurou uma exposição especial em sua homenagem, chamada "Man o' War at 100".

## Livros sobre Man o'War
- Dorothy Ours, Man o' War: a legend like lightning. 2006. Editora St. Martin's Press, ISBN 0312340990, 9780312340995
- Edward L. Bowen, Man o'War, 2003. Blood-Horse Publications. Lexington. Kentucky. ISBN 1-58150-040-8. (edições anteriores: 2000 e 2001)
- Jennifer Guess McKerley, Terry Widener: Man o' War: best racehorse ever, 2005. Editora Random House,  ISBN 0375831649, 9780375831645 (reimpressão em 2008 pela editora Paw Prints)